# Thecla buris
Thecla buris är en fjärilsart som beskrevs av Druce 1907. Thecla buris ingår i släktet Thecla och familjen juvelvingar. Inga underarter finns listade i Catalogue of Life.